# Éric Gautier
Éric Gautier (* 2. April 1961 im 12. Arrondissement, Paris, Frankreich) ist ein französischer Kameramann.

## Leben
Nach seinem Abschluss an der Universität Paris III studierte Éric Gautiert an der École Louis-Lumière. Anschließend assistierte er dem französischen Kameramann Bruno Nuytten bei dessen Arbeit an Das Leben ist ein Roman. Seit 1987 wirkte an mehr als 60 Film- und Fernsehproduktionen mit.

## Filmografie (Auswahl)
- 1991: Das Leben der Toten (La vie des morts)
- 1994: Der Lieblingssohn (Le fils préféré)
- 1994: Überdreht und durchgeknallt (Personne ne m’aime)
- 1995: Hundert und eine Nacht (Les cent et une nuit de Simon Cinéma)
- 1996: Ich und meine Liebe (Comment je me suis disputé … (ma vie sexuelle))
- 1996: Irma Vep
- 1998: Wer mich liebt, nimmt den Zug (Ceux qui m’aiment prendront le train)
- 1999: Pierre oder Der Kampf mit der Sphinx (Pola X)
- 2000: Les destinées sentimentales
- 2001: Die starken Seelen (Les âmes fortes)
- 2001: Intimacy
- 2001: Kurze Überfahrt (Brève traversée)
- 2002: Laura wirbelt Staub auf (Une femme de ménage)
- 2003: Sein Bruder (Son frère)
- 2004: Clean
- 2004: Das Leben ist seltsam (Rois et reine)
- 2004: Die Reise des jungen Che (Diarios de motocicleta)
- 2005: Gabrielle – Liebe meines Lebens (Gabrielle)
- 2006: Die Witwen von Noirmoutier (Quelques veuves de Noirmoutier)
- 2006: Herzen (Cœurs)
- 2006: Kids – In den Straßen New Yorks (A Guide to Recognizing Your Saints)
- 2007: Into the Wild
- 2008: Ein Weihnachtsmärchen (Un conte de Noël)
- 2009: Taking Woodstock
- 2009: Ende eines Sommers (L’Heure d’été)
- 2010: Miral
- 2010: Vorsicht Sehnsucht (Les herbes folles)
- 2012: Ihr werdet euch noch wundern (Vous n’avez encore rien vu)
- 2012: On the Road – Unterwegs (On the Road)
- 2012: Die wilde Zeit (Après mai)
- 2014: Grace of Monaco
- 2014: Hitchcock-Truffaut
- 2015: Aloha – Die Chance auf Glück (Aloha)
- 2018: Vor uns das Meer (The Mercy)
- 2018: Asche ist reines Weiß (Jiang hu er nü)
- 2018: Die Erscheinung (L’apparition)
- 2019: La Vérité – Leben und lügen lassen (La vérité)
- 2020: Laila in Haifa
- 2022: Mit Liebe und Entschlossenheit (Avec amour et acharnement)
- 2022: Stars at Noon
- 2023: Comme un fils
- 2024: Hors du temps
- 2024: Shikun
- 2024: Caught by the Tides (风流一代, Feng liu yi dai)

## Auszeichnungen (Auswahl)
César
- 1999: Beste Kamera für Wer mich liebt, nimmt den Zug
- 2001: Nominierung in der Kategorie Beste Kamera für Les destinées sentimentales
- 2005: Nominierung in der Kategorie Beste Kamera für Clean
- 2006: Nominierung in der Kategorie Beste Kamera für Gabrielle – Liebe meines Lebens
- 2007: Nominierung in der Kategorie Beste Kamera für Herzen
- 2009: Nominierung in der Kategorie Beste Kamera für Ein Weihnachtsmärchen
- 2010: Nominierung in der Kategorie Beste Kamera für Vorsicht Sehnsucht

Weitere
- 2001: Nominierung für den Europäischen Filmpreis in der Kategorie Beste Kamera für Intimacy
- 2004: Prix Vulcain de l’artiste technicien
- 2005: Nominierung für den British Academy Film Award in der Kategorie Beste Kamera für Die Reise des jungen Che
- 2005: Independent Spirit Award in der Kategorie Beste Kamera für Die Reise des jungen Che